# 멀리사 피터먼
멀리사 피터먼(Melissa Peterman, 1971년 7월 1일 ~ )은 미국의 배우, 코메디언, 사회자이다.

## 출연 작품
- 베이비 대디 4 (2014)
- 베이비 대디 3 (2014)
- 머핀 탑: 어 러브 스토리 (2014)
- 베이비 대디 2 (2013)
- 베이비 대디 1 (2012)
- 히어 컴스 더 붐 (2012)
- 워킹 클래스 (2011)
- 더 싱잉 비 (2007)
- 레시피 포 디재스터 (2003)
- 레바 (2001)
- 하우 하이 (2001)
- 파고 (1996)